# 王蕴瑞
王蕴瑞（1910年—1989年），中国人民解放军将领、中国人民解放军开国少将。
曾任中国人民志愿军参谋长。1955年，授予中国人民解放军少将。

## 荣誉

### 外国勋章奖章
- 二级国旗勋章（朝鲜，1958年10月24日于平壤颁发[2]）